# Khawzawl
Khawzawl ist eine Kleinstadt im indischen Bundesstaat Mizoram.
Die Stadt ist Teil des Distrikts Champhai. Khawzawl hat den Status einer Town. Die Stadt ist in 5 Wards gegliedert. Sie hatte am Stichtag der Volkszählung 2011 11.022  Einwohner, von denen 5616 Männer und 5406 Frauen waren. Christen bilden mit einem Anteil von über 98 % die Mehrheit der Bevölkerung in der Stadt. Hindus bilden eine Minderheit von ca. 1 %. Die Alphabetisierungsrate lag 2011 bei 96,6 % und damit deutlich über dem nationalen Durchschnitt. 98,7 % der Bevölkerung gehören den Scheduled Tribes an.